# Un weekend postmoderno. Cronache dagli anni ottanta
(Pier Vittorio Tondelli)
Un weekend postmoderno. Cronache dagli anni ottanta è una raccolta di articoli di Pier Vittorio Tondelli, pubblicata nel 1990.
Lo scopo del libro è quello di raccontare e descrivere attraverso uno studio di mode e di musica, di tendenze letterarie e artistiche, la cronaca vera e propria degli anni ottanta in Italia, in un progetto che si viene a concludere con il libro L'abbandono. Racconti dagli anni ottanta, pubblicato postumo nel 1993.

## Edizioni
- Pier Vittorio Tondelli, Un weekend postmoderno. Cronache dagli anni ottanta, collana I grandi tascabili, Bompiani, 1990,  p. 622, ISBN 88-452-5035-0.